# GIF
GIF (eng. Graphic Interchange Format) jedan je od dva najčešće korištena računalna grafička formata za razmjenu slika na World Wide Webu.
To je 8-bitni (jedan piksel prezentiran je jednim bajtom) bitmap grafički format (pogledaj rasterska slika) koji koristi paletu od maksimalno 256 boja. Konvertiranjem izvornih bitmapa (BMP, JPG, TIF, PNG i dr.) u GIF, drastično se smanjuje broj nijansi kojima se interpretira sadržaj, što rezultira stepeničastim prijelazima pri pretapanju boja i gubitkom finijih detalja, a najčešće i prejakim kontrastom boja. GIF je stoga je prikladniji za razne dijagrame i slične grafičke sadržaje nego za fotografije. 
Ako se ipak koriste za fotografije, navedeni nedostaci ublažavaju se postupkom ditheringa, kojim se, uz uporabu raspoložive palete boja primjenom različitih algoritama za rasteriranje, postižu efekti bliži izvorniku (slike gore). 
S druge strane, memorijske potrebe za spremanje sadržaja u GIF-u su skromne, pa ga to čini prikladnim za razmjenu putem interneta jer se razmjerno velike slike mogu sažeti u manju datoteku, što ubrzava download, čak i putem vrlo sporih modema (ipak, GIF datoteke su u pravilu značajno veće od onih komprimiranih u JPG). Nadalje, tim je formatom podržana, prozirna pozadina (efekt kao da je slika na staklu), kao i animacija. To ga uz skromne memorijske potrebe čini idealnim za bannere, logotipe i kratke pokretne sekvence, tj. primjene učestale na internetu.

## Povijest GIF-a
GIF je 1987. godine pod originalnim imenom 87a predstavila tvrtka CompuServe kao nadomjestak ranijem formatu nazvanom RLE, koji se također koristi za download slika, samo je bio u crno-bijeloj verziji. Godine 1989. ista tvrtka nudi noviju, poboljšanu verziju GIF-a, imena 89a. Ta verzija je poznata kao animirani GIF - slika sačinjena od više frame-ova, koji daju dojam kretanja lika.